# 標茶町立磯分内小学校
標茶町立磯分内小学校（しべちゃちょうりつ いそぶんないしょうがっこう）は、北海道川上郡標茶町にある公立小学校。

## 沿革
- 1919年（大正8年）6月10日 - 川上郡熊牛村大字熊牛原野14線東1番地に標茶小学校附属特別分教場として開校（1学級編制）。
- 1920年（大正9年）3月21日 - 第1回卒業証書授与式挙行。第1回卒業生は、尋常科1名。
- 1924年（大正13年）6月5日 - 公立熊牛尋常小学校と改称。
- 1927年（昭和2年）12月3日 - 校舎落成式並びに開部落10周年祝賀会挙行。
- 1929年（昭和4年）4月1日 - 熊牛小学校児童保護者会創立。
- 1933年（昭和8年）9月 - 児童給食開始。
- 1934年（昭和9年）3月24日 - 第15回卒業証書授与式挙行。この年より商品賞状授与典廃止。
- 1936年（昭和11年）12月15日-  熊牛原野15線西1番地に校舎新築移転（4教室・162坪5合）。
- 1937年（昭和12年）4月14日 - 高等科を併置し、公立磯分内尋常高等小学校と改称。
- 1938年（昭和13年）
  - 3月25日 - 高等科第1回卒業式挙行。
  - 6月6日 - 校旗購入。
  - 6月10日 - 校旗・校章制定。
- 1941年（昭和16年）4月1日 - 国民学校令により、公立磯分内国民学校と改称。
- 1947年（昭和22年）
  - 4月1日 - 新学制（6･3制）により、小学校義務教育6ヶ年となり、標茶村立磯分内小学校と改称（6学級編成）。小中学校連合大運動会を実施。
  - 6月29日 - 磯分内小学校父母と先生の会(PTA)発足。
- 1948年（昭和23年）4月1日 - 磯分内小学校上磯分内分校が開校。
- 1950年（昭和25年）
  - 5月5日 - 上磯分内分校が上磯分内小学校に昇格。
  - 11月1日 - 標茶村の町制施行により、標茶町立磯分内小学校と改称。
- 1952年（昭和27年）4月1日 - 開校40周年記念及び屋内体育館落成祝賀会挙行。校歌制定。
- 1958年（昭和33年）12月6日 - 開盛小学校開校。
- 1959年（昭和34年）1月24日 - 開校50周年記念式典挙行。
- 1969年（昭和44年）10月5日 - 上磯分内小学校廃校。
- 1972年（昭和47年）
  - 3月31日 - 上磯分内小学校を本校に統合。
  - 4月1日 - 熊牛原野20番地に鉄筋コンクリート2階建の統合新校舎完成。
- 1973年（昭和48年）
  - 1月29日 - 校舎新築、移転開始（校地(1万6767㎡)・店校舎(1822㎡)）。
  - 12月2日 - 磯分内小学校校舎落成式及び祝賀会挙行。
- 1979年（昭和54年）
  - 3月21日 - 開盛小学校閉校。
  - 4月1日 - 開盛小学校を本校に統合。
- 1980年（昭和55年）4月1日 - 学校教育目標改訂。
- 1982年（昭和57年）10月25日 - 学びの池造成（前庭）。
- 1989年（平成元年）
  - 10月8日 - 開校70周年記念式典挙行。記念碑除幕式。
  - 11月6日 - タイムカプセル埋設。
- 1996年（平成8年）
  - 2月27日 - 校歌額、学校教育目標額張替。
  - 6月16日 - 第50回記念大運動会開催。
- 1998年（平成10年）1月13日 - チャイム交換。
- 2004年（平成16年）6月6日 - 第1回小中合同大運動会。
- 2009年（平成21年）5月19日 - 開校90周年記念植樹。
- 2010年（平成22年）3月10日 - タイムカプセル埋設（開封予定2019年）。
- 2012年（平成24年）3月16日 - 磯分内中学校閉校を惜しむ会開催。
- 2015年（平成27年）8月24日 - 2学期から現新校舎において学習活動開始。
- 2018年（平成30年）9月6日 - 3時08分頃に発生した北海道胆振東部地震による全道一円停電のため、2日間臨時休校の措置を採る。
- 2019年（平成31年･令和元年）
  - 3月20日 - 第100回卒業証書授与式挙行（卒業生数:全2761名）。
  - 10月26日 - 開校100周年記念式典挙行。その後、14時からタイムカプセル開封式挙行[1]。

### この節の出典
- 磯分内小学校の沿革

## アクセス
- JR釧網本線磯分内駅から、徒歩約540m・約8分。

## 周辺
- 磯分内酪農センター
- 国道391号
- 磯分内郵便局

## 外部サイト
- 公式サイト